# Мускат моравский
Мускат моравский (чеш. Muškát moravský) — технический (винный) сорт винограда, используемый для производства белых вин в Чехии.

## Происхождение
Сорт был выведен селекционером Вацлавом Крживанеком (чеш. Václav Křivánek) в 1979 году на селекционной станции в Полешовице скрещиванием сортов Мускат Оттонель × Прахттраубе. В 1987 году сорт был зарегистрирован в Государственной сортовой книге Чехословакии, а в 1993 году получил современное название.

## География
Сорт культивируют в Чехии, как в Богемии, так и в Моравии, во всех винных субрегионах (чеш. Vinařská podoblast), и он входит в двадцать самых популярных белых сортов. В 2002 году сорт занимал 267,67 Га площади виноградников, а в 2019 году уже 451,49 Га. В 2010 году средний возраст лозы составлял 17 лет. 
Также сорт незначительно произрастает в Словакии.

## Основные характеристики
Лоза среднерослая.
Листья средние, среднерассеченные, пятилопастные. Листовая пластина светло-зелёная, слегка волнистая. Снизу имеется сильное опушение. Черешковая выемка лировидная, открытая.
Цветок обоеполый.
Грозди средние или крупные, среднеплотные.
Ягоды средние, округлые, жёлтые или жёлто-зелёные с тонким восковым налётом. Кожица средней толщины. Мякоть сочная, с мускатным привкусом.
Вызревание побегов хорошее.
Сорт раннего периода созревания, с середины сентября, одновременно с Мюллер-тургау.
Урожайность высокая,  100-150 ц/га.
Устойчивость к милдью (ложной мучнистой росе) и оидиуму (мучнистой росе) слабая, к серой гнили умеренная.
Морозоустойчивость умеренная (до -22 °С), не боится поздних весенних заморозков.

## Применение
Кислотность вина невысокая, поэтому для производства сухих вин, чтобы их вкус не был плоским, необходимо вовремя собрать виноград или повысить кислотность уже в сусле путем добавления винной кислоты в разрешенном количестве. Виноматериал требует внимательного обращения, иначе вина получаются водянистые, пустые, с неприятными тонами скисшего молока.
Виноград подходит для изготовления купажей и игристых вин. Типичные вина отличаются светло-жёлтым цветом, характерным мускатным ароматом, иногда с оттенками черной смородины, лёгким вкусом, невысокой кислотностью, фруктовыми тонами.
Вина не обладают потенциалом к выдержке.

## Синонимы
MoPr, MO x PR 23/30.